# Ansiulus deminutus
Ansiulus deminutus är en mångfotingart som beskrevs av Mikhaljova 200. Ansiulus deminutus ingår i släktet Ansiulus och familjen Mongoliulidae. Inga underarter finns listade i Catalogue of Life.